# Casa Caramany
La Casa de los Caramany (o Casa Caramany) es un edificio que se encuentra situado en el pueblo de San Pedro Pescador en la comarca del Alto Ampurdán.
El edificio está situado al norte de la iglesia del pueblo (dedicada a San Pedro) en la parte noreste del antiguo recinto fortificado. Se cree que fue levantado en el mismo lugar donde estaba el Castillo medieval de San Pedro. El actual edificio presenta elementos constructivos que van de los siglos XVI al XIX.
Del edificio destacan:
- Dos ventanas del siglo XVI.
- El gran escudo de la entrada principal (que data de 1883).
- La torre hecha con baldosas, de planta rectangular (siglo XVIII-XIX).